# Kwieciszewo

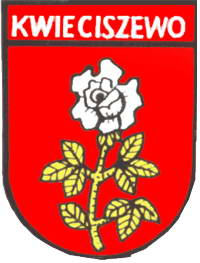
Nieoficjalny herb wsi Kwieciszewo

Kwieciszewo (niem. Blütenau) – wieś (dawniej miasto) w Polsce położona w województwie kujawsko-pomorskim, w powiecie mogileńskim, w gminie Mogilno.
Kwieciszewo uzyskało lokację miejską w 1342 roku, zdegradowane w 1874 roku.

## Podział administracyjny
Miasto kapituły katedralnej gnieźnieńskiej, pod koniec XVI wieku leżało w powiecie gnieźnieńskim województwa kaliskiego. W latach 1954–1959 wieś należała i była siedzibą władz gromady Kwieciszewo, po jej zniesieniu w gromadzie Gębice. W latach 1975–1998 miejscowość położona była w województwie bydgoskim.

## Demografia
Według Narodowego Spisu Powszechnego (III 2011 r.) liczyła 686 mieszkańców. Jest drugą co do wielkości miejscowością gminy Mogilno.

## Historia
Jedna z najstarszych osad targowych w Wielkopolsce. W roku 1147 wzmiankowana jako wieś targowa, a w latach 1311-1312 jako kasztelania.
Wieś stanowiła część oprawy wdowiej księżnej Salomei w latach 1138–1145. W roku 1144 odbył się tutaj zjazd synów Bolesława Krzywoustego. Po roku 1145 własność kanoników regularnych z Trzemeszna. W roku 1342 otrzymało prawa miejskie z nadania Kazimierza Wielkiego. Miasto zniszczone w roku 1383, w czasie walk między Mazowszanami i Wielkopolanami. W roku 1873 utrata praw miejskich.
Pośrodku wsi znajduje się trójkątny plac rynkowy wydłużony na osi północ-południe, pełniący dawniej funkcje targowe. W północnej części kościół parafialny, w południowej dawny ewangelicko-augsburski.
W czasie wojny trzynastoletniej Kwieciszewo wystawiło w 1458 roku 2 pieszych na odsiecz oblężonej polskiej załogi Zamku w Malborku.

## Położenie
Na północ od wsi znajduje się Jezioro Pakoskie. Przez wieś przepływa Mała Noteć zwana też Notecią zachodnią lub Kwieciszewicą. Rzeka ta jest historyczną granicą między Kujawami a Pałukami.

## Kościół parafialny
Parafia erygowana przed rokiem 1326. Obecny kościół zbudowano w roku 1522, z fundacji kapituły gnieźnieńskiej, w miejscu poprzedniego. Odnawiany po spaleniu w XVIII, XIX wieku i w roku 1905. W roku 1913 powiększony o przęsło zachodnie. Spalony w roku 1945, odbudowany w latach 1954-1960. Późnogotycki, orientowany, ceglany, z użyciem kamienia polnego. Jednonawowy z prosto zamkniętym prezbiterium. Wnętrze nakryte stropem płaskim.

## Dawny kościół ewangelicki
Parafia założona w roku 1788. Budowa obecnego kościoła rozpoczęta w roku 1834. Późnoklasycystyczny, zwrócony prezbiterium ku południu. Ceglany, otynkowany. Prezbiterium zamknięte wieloboczne, z zakrystią od zachodu, nawa prostokątna z czterokondygnacyjną wieżą od północy. We wnętrzu stropy, dach dwuspadowy. Obecnie kościół jest nieużytkowany.

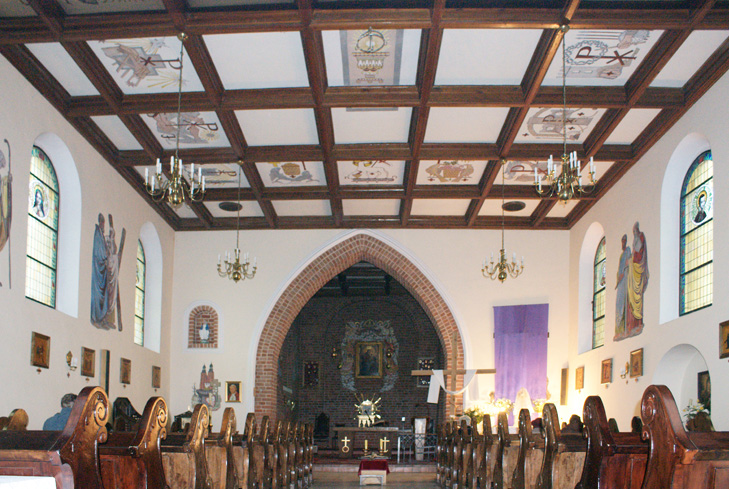
Wnętrze kościoła pw. św. Marii Magdaleny
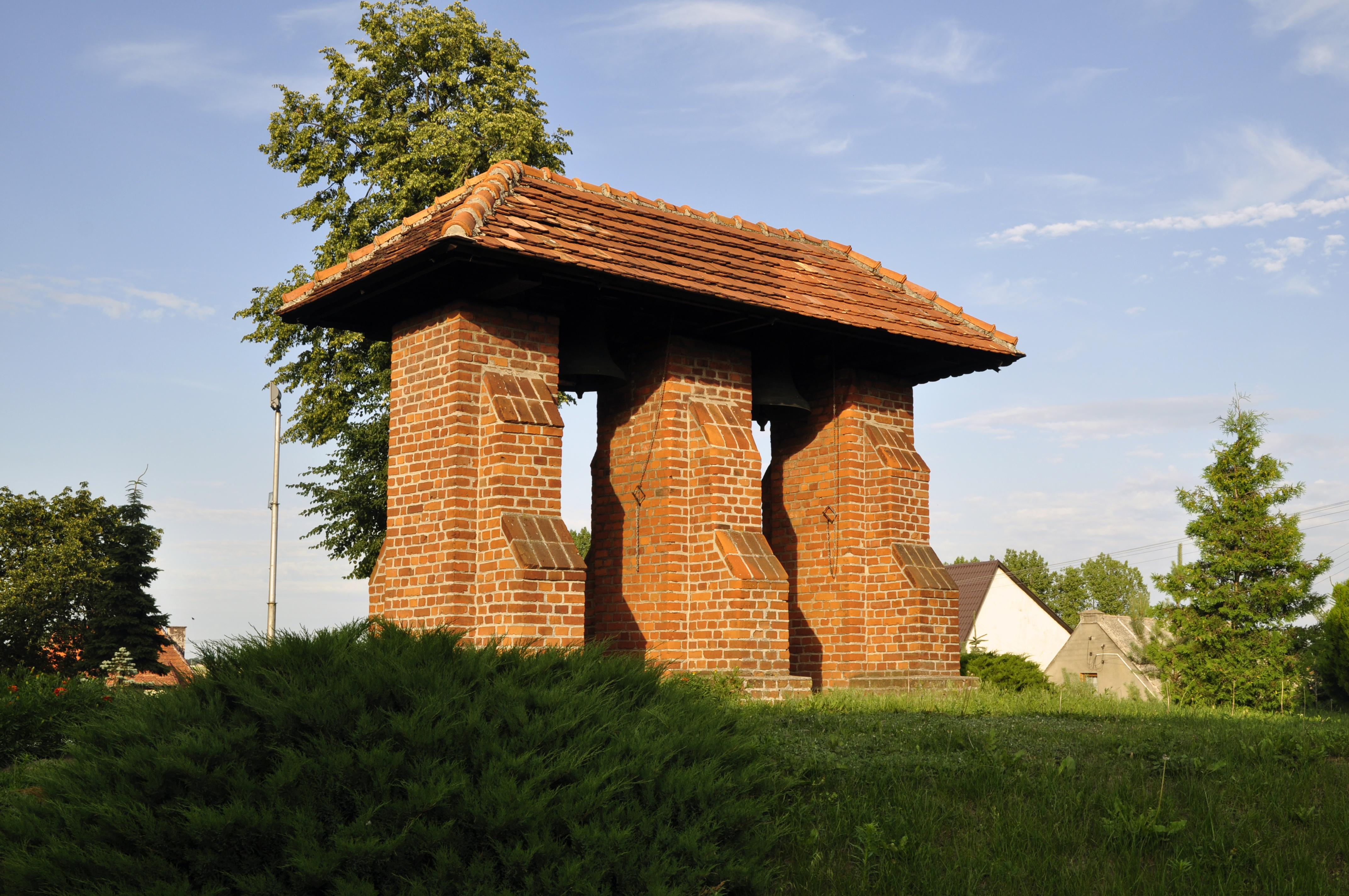
Dzwonnica przy kościele pw. św. Marii Magdaleny
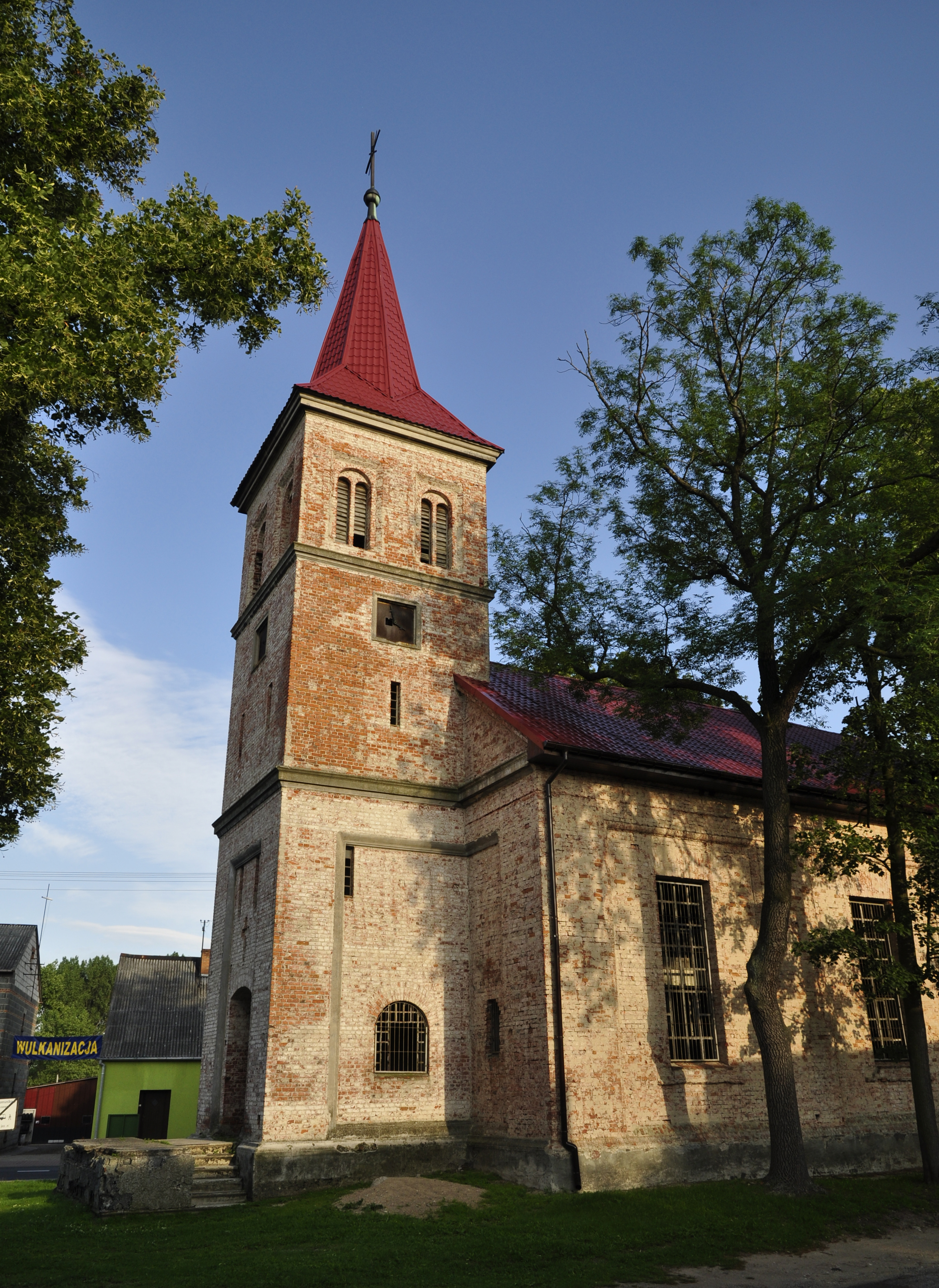
Kościół ewangelicki